# فوتبال تکاملی حرفه‌ای ۲۰۰۸
فوتبال تکاملی حرفه‌ای ۲۰۰۸ (به انگلیسی: Pro Evolution Soccer 2008) (اختصاری PES 2008)، یک بازی سبک ورزشی از سری فوتبال تکاملی حرفه‌ای که توسط کونامی ساخته شده و در سال ۲۰۰۷ توسط شرکت کونامی برای ویندوز، پلی‌استیشن ۳، پلی‌استیشن ۲، پلی‌استیشن همراه، ایکس‌باکس ۳۶۰ و سیستم عامل جاوا منتشر شد. این بازی، اولین سری از «پِس» بود که نام‌گذاری‌اش به سال اشاره داشت، نه به شماره؛ به این دلیل که مخاطبانی که با این برند آشنا نباشند، گمان نکنند که این بازی از رقیبش، فیفا (در این مورد، فیفا ۰۸) عقب است.

## تیم ها
لیگ‌های بدون لیسانس:
لیگ‌های زیر به صورت جزئی بدون لیسانس هستند و برخی تیم‌های آنها فاقد مجوز رسمی می‌باشند:
- لیگ برتر انگلستان
لیگ‌های دارای لیسانس کامل:
لیگ‌های زیر به طور کامل دارای مجوز رسمی هستند و تمامی تیم‌های آنها لیسانس دار می‌باشند:
- لالیگا سانتاندر اسپانیا
- لیگ ۱ فرانسه
- سری آ ایتالیا
- لیگ برتر هلند
تیم‌های عمومی:
یک لیگ جداگانه شامل ۱۸ تیم عمومی (تیم A، تیم B و غیره) وجود دارد که مانند نسخه قبلی بازی، به طور کامل قابل ویرایش هستند. این ویژگی عمدتاً به دلیل عدم موفقیت کونامی در اخذ حقوق لیگ بوندسلیگا آلمان اضافه شده است و معمولاً توسط سازندگان پچ به عنوان بوندسلیگا یا لیگ مورد نظر دیگر تبدیل می‌شود. با این حال، بسیاری از بازیکنان از این امکان برای قرار دادن بازیکنان ویرایش شده خود در تیم‌های قابل بازی از ابتدا استفاده می‌کنند، به جای اینکه مجبور باشند در لیگ مستر برای خرید آنها بازی کنند یا تیم‌های موجود غیرعمومی را ویرایش نمایند. این ویژگی در نسخه Wii بازی وجود ندارد.

## طرح روی جلد
طرح روی جلد همه فوتبال تکاملی حرفه‌ای ۲۰۰۸ کریستیانو رونالدو بود ولی طرح روی جلد بعضی کشورها را در زیر مشاهده می‌کنید
- UK - مایکل اوون
- France - تیری هانری
- Germany - Jan Schlaudraff
- Italy - جانلوئیجی بوفون
- Australia - لوکاس نیل

## بازتاب‌ها
| Publication | Rating | Link |
| ----------- | ------ | ---- |
| IGN         | ۹٫۲    | Link |
| Play        | ۷۰٪    |      |
| OXM         | ۸٫۸    |      |
| گیم‌اسپات    | ۶٫۰    | Link |

## پوند به بیرون
- وبگاه رسمی فوتبال تکاملی حرفه‌ای ۲۰۰۸
- Konami Europe Website